# Sallad
Sallad är en typ av maträtt, oftast kall, som består av skurna och hackade ingredienser. Huvudingrediensen är vanligtvis någon grönsak, frukt eller rotfrukt. En sallad kan serveras som tillbehör, sidorätt, huvudrätt eller efterrätt. En sallad som ska ätas som huvudrätt innehåller ofta annat än grönsaker, såsom skinka, kyckling, tonfisk, pasta, ägg, fetaost eller bönor. En sallad till efterrätt brukar innehålla frukt, juice eller andra söta ingredienser.
Exempel på sallader är caesarsallad, waldorfsallad, pizzasallad, grekisk sallad och dallassallad. Några sallader är uppkallade efter någon ingrediens, exempelvis räksallad, sillsallad, potatissallad och fruktsallad.
Vissa sallader serveras i regel med en dressing, som kan vara baserad på vinäger, majonnäs eller yoghurt. Till en del sallader serveras krutonger.
Varma sallader har blivit populär restaurangmat på 2010-talet. I livsmedelsbutiker finns färdiga sallader och ibland även salladsbufféer med självplock.

## Tillbehör

### Salladsdressing
Den sås som används för att smaksätta en sallad kallas för salladsdressing eller enbart dressing. I regel består en salladsdressing antingen av en vinägrett eller en krämigare typ av dressing baserad på majonnäs eller mejeriprodukter.